# Catasticta incerta
Catasticta incerta is een vlindersoort uit de familie van de witjes (Pieridae), onderfamilie Pierinae.
De wetenschappelijke naam van de soort werd in 1888 gepubliceerd door Dognin.